# Wrightdalen

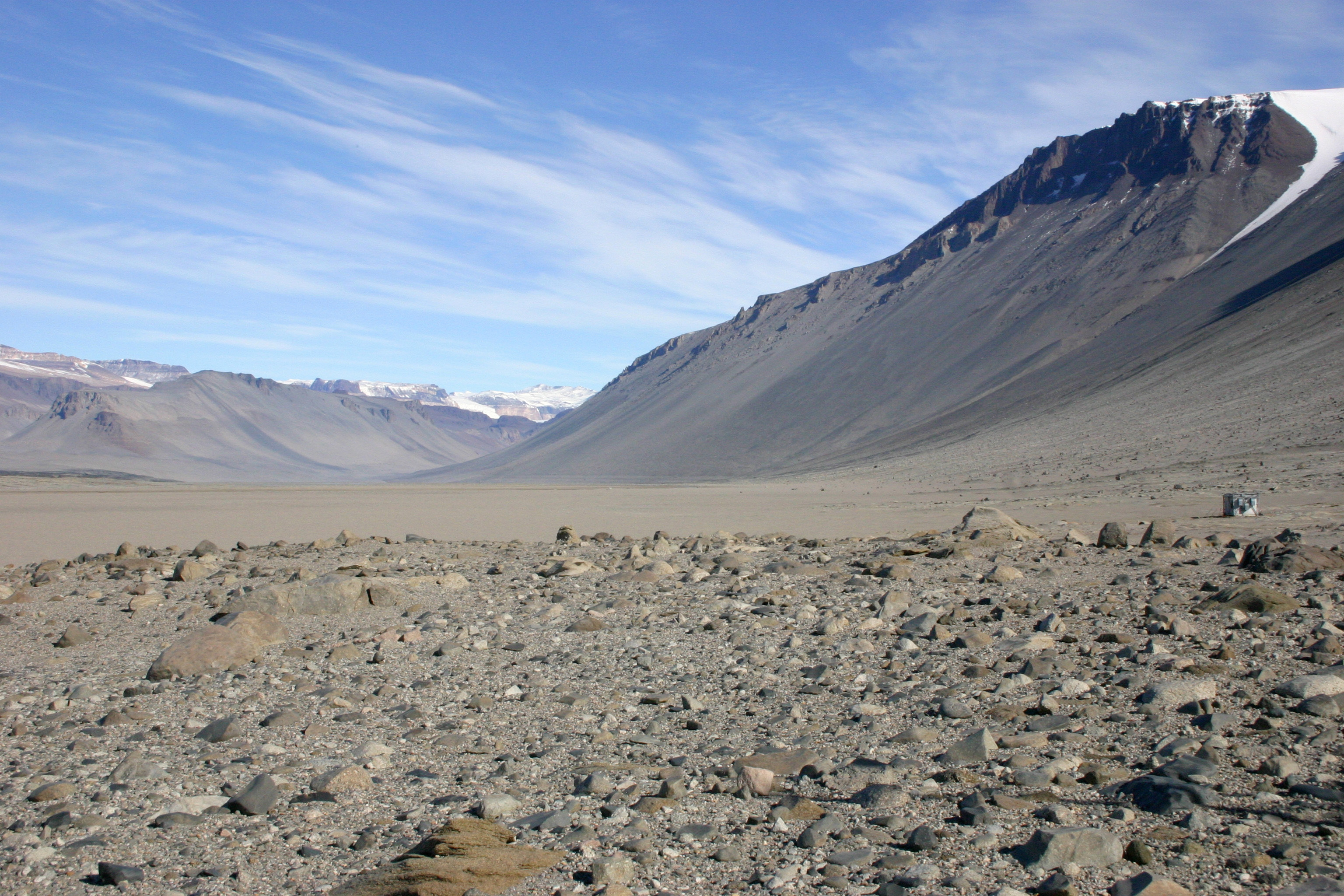
stenig dal

Wrightdalen är en dal i Antarktis. Den ligger i Östantarktis. Nya Zeeland gör anspråk på området.